# Платёжное требование
Платёжное требование (англ. payment order[уточнить]) — расчётный документ, содержащий требование получателя средств по договору к плательщику об уплате определённой денежной суммы через банк.

## Определение
Согласно определению ряда экономистов[кого?][уточнить] платёжное требование — это расчётный документ, содержащий требование получателя средств по договору к плательщику об уплате определённой денежной суммы через банк. Платёжные требования предъявляются получателем средств к счёту плательщика через банк, обслуживающий получателя средств.

## Формы платежных требований
Оплата платежных требований может производиться:
- по распоряжению плательщика (с акцептом);
- или без его распоряжения (в безакцептном порядке).

Платёжные требования применяются организациями — получателями средств для списания денежных средств со счёта плательщика и их перечисления на счёт, указанный получателем средств. Эта форма используется при расчётах за товары (работы, услуги) и в иных случаях, предусмотренных договором. Платежные требования выписываются поставщиками товаров (работ, услуг) и сдаются в банк. При этом акцепт — это гарантия оплаты или согласие на оплату денежных, товарных или расчётных документов. А безакцептное списание денежных средств — это списание со счёта плательщика в случаях, предусмотренных договором, которое осуществляется банком при наличии в договоре банковского счёта условия о безакцептном списании нужных средств либо на основании дополнительного соглашения к договору банковского счёта.

## Платёжное требование в РФ
Согласно Положению Банка России «О правилах осуществления перевода денежных средств» № 383-П от 19.06.2012 года платёжное требование составляется, предъявляется, принимается к исполнению и исполняется в электронном виде или на бумажном носителе; может быть предъявлено в банк плательщика через банк получателя средств. Платёжное требование, предъявляемое через банк получателя средств, действительно для представления в банк получателя[уточнить] средств в течение 10 календарных дней со дня, следующего за днём его составления.